# Louka (Vrbatův Kostelec)
Louka je malá vesnice, část obce Vrbatův Kostelec v okrese Chrudim. Nachází se asi 1,5 km na jihozápad od Vrbatova Kostelce. Prochází zde silnice II/335 a silnice II/337. V roce 2009 zde bylo evidováno 16 adres. V roce 2001 zde trvale žilo 36 obyvatel.
Louka leží v katastrálním území Louka u Vrbatova Kostelce o rozloze 1,96 km2. V katastrálním území Louka u Vrbatova Kostelce leží i Habroveč.